# 1992 OM7
1992 OM7 är en asteroid i huvudbältet som upptäcktes den 19 juli 1992 av den belgiske astronomen Henri Debehogne och den spanske astronomen Álvaro López-García vid La Silla-observatoriet.
Den har den diameter på ungefär 16 kilometer och den tillhör asteroidgruppen Hoffmeister.